# Sookalda
Sookalda – wieś w Estonii, w prowincji Parnawa, w gminie Varbla.